# Habroloma atronitidum
Habroloma atronitidum (лат.) — вид златок рода Habroloma из подсемейства Agrilinae.

## Описание
Мелкие жуки-златки (около 3 мм). От близких видов отличается следующими признаками: надкрылья заужены от основания к вершине, бока не сужены за плечевыми костями. Передняя волнистая поперечная серебристо-золотистая полоса задних надкрылий отсоединена посередине; простернальный отросток с дугообразным задним краем. Тело клиновидное, сужающееся к заднему концу даже от базальной половины.
Растение-хозяин. Розовые (Rosaceae): Rubus vernus.
Листовая мина. Коричневая пятнистая мина на зрелом листе. Яйцо откладывается у края листа, и мина расширяется вдоль края листа. Мякоть нитевидная.